# Dépérissement forestier

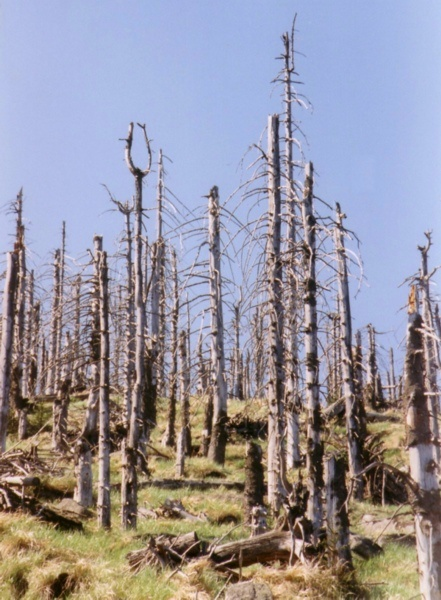
Exemple de dépérissement forestier : épicéas morts dans une forêt de l'Erzgebirge tchèque (1998).

Le dépérissement forestier ou encore la mort des forêts (en allemand Waldsterben) est l'affaiblissement progressif ou momentané d'un massif forestier. Ce dépérissement se traduit par un ensemble des symptômes de dégradation tels que le jaunissement des parties végétatives, des problèmes localisés ou des mortalités massives d'arbres. Contrairement aux maladies dues à un pathogène particulier, le dépérissement a des causes connues ou inconnues et l'affaiblissement est provoqué le plus souvent par l'action en général combinée de plusieurs facteurs, carences en éléments nutritifs et minéraux, événements climatiques défavorables (sécheresse), erreurs d'aménagement forestier, parasites ou infectieux des arbres (défoliateurs, oïdium).
Le thème de la mort des forêts fut un phénomène médiatique des années 1980 qui bénéficia d'une couverture médiatique conséquente. Le film documentaire allemand Waldsterben (1984) joua un grand rôle dans la diffusion de ce thème auprès du grand public. Ce phénomène marque le début de la montée en puissance politique du mouvement écologiste en Europe.
Cette condition des forêts est également connue en anglais sous les noms de  forest dieback, forest decline, forest damage (dommages causés aux forêts), canopy level dieback, et stand level dieback.

## Description
Le dépérissement forestier fait référence au phénomène d'un peuplement d'arbres perdant sa santé et mourant sans cause évidente. Il affecte généralement des espèces individuelles d'arbres, mais peut également affecter plusieurs espèces. Le dépérissement est un événement épisodique et peut occuper de nombreux emplacements et formes. Il peut se trouver le long du périmètre, à des altitudes spécifiques ou dispersé dans tout l'écosystème forestier.

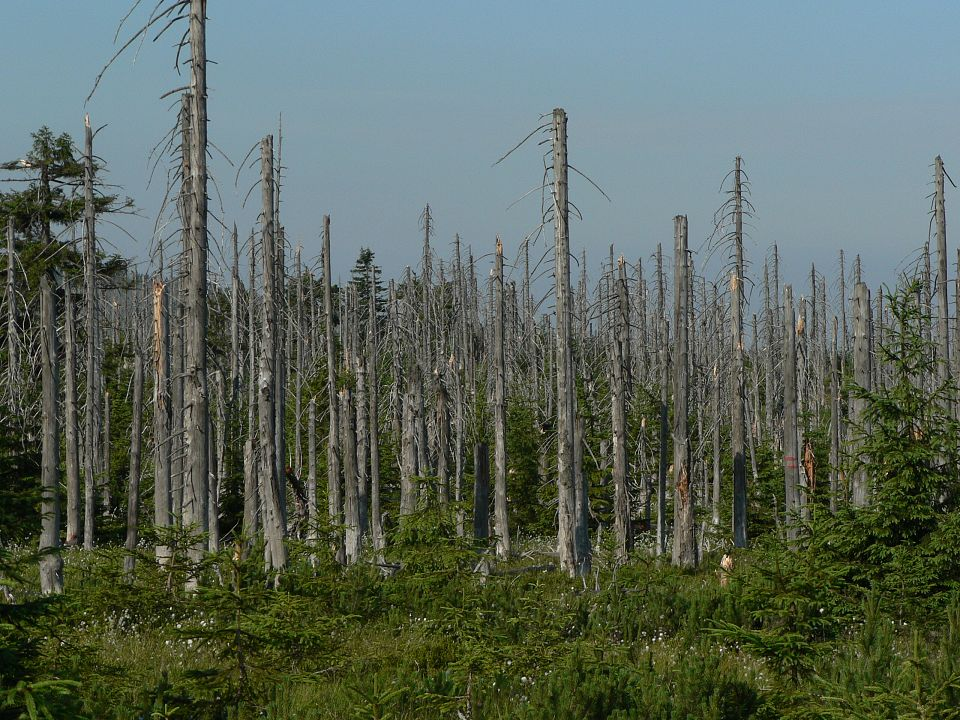
Montagnes Jizera en Europe centrale en 2006

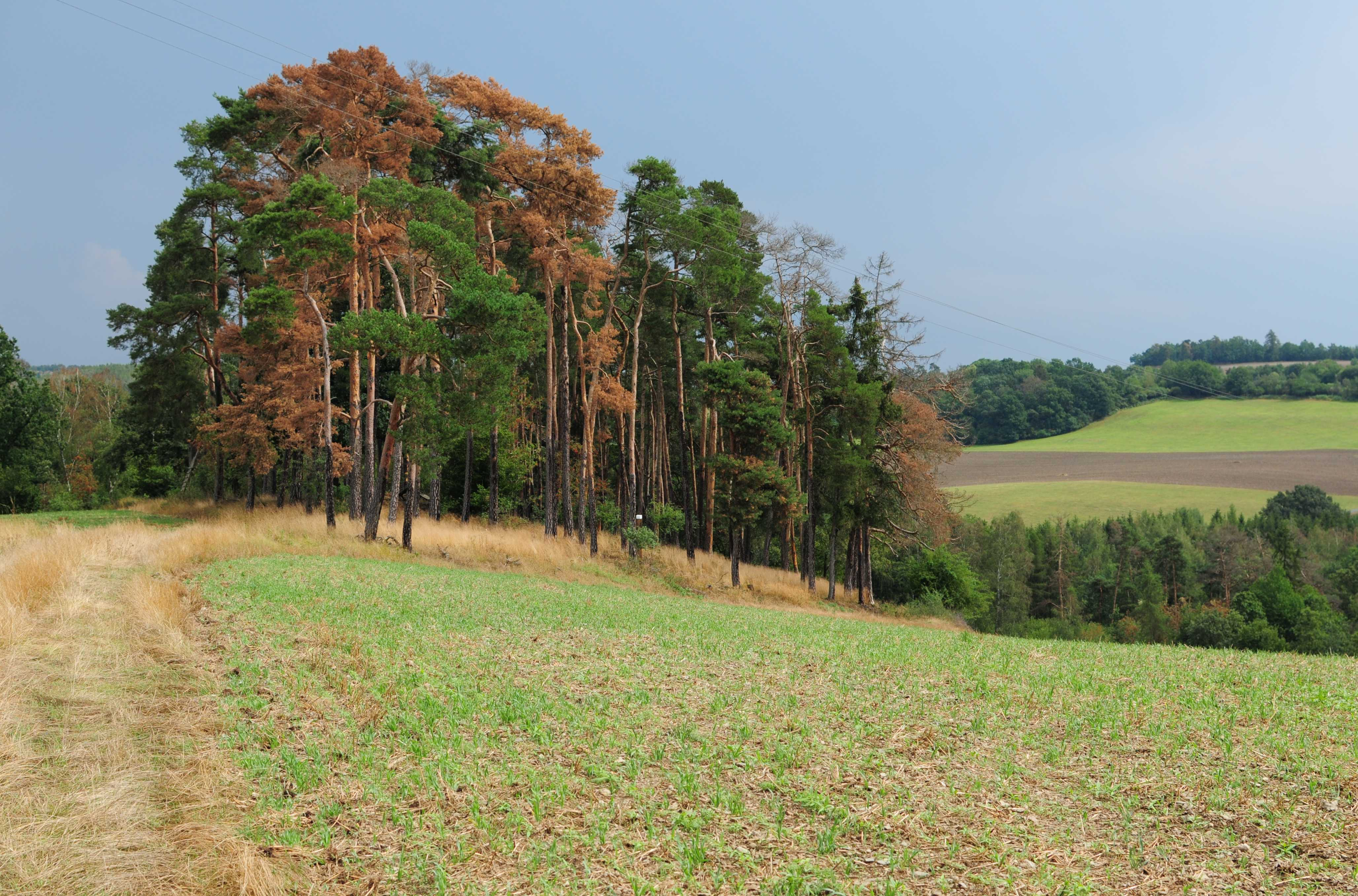
Dépérissement des arbres en raison de la sécheresse persistante dans le Vogtland saxon en 2020

Le dépérissement des forêts est une condition dans les arbres ou les plantes ligneuses dans laquelle les parties périphériques sont tuées, soit par des agents pathogènes, des parasites ou des conditions comme les pluies acides, la sécheresse, et plus encore. Ces épisodes peuvent avoir des conséquences désastreuses telles que la réduction de la résilience de l'écosystème , la disparition d'importantes relations symbiotiques  et des seuils,. Certains points de basculement des prévisions de changements climatiques majeurs au cours du siècle prochain sont directement liés au dépérissement des forêts.
Le dépérissement forestier se présente de plusieurs façons : chute des feuilles et des aiguilles, décoloration des feuilles et des aiguilles, amincissement des cimes des arbres, peuplements morts d'arbres d'un certain âge et modifications des racines des arbres. Il a également de nombreuses formes dynamiques. Un peuplement d'arbres peut présenter des symptômes légers, des symptômes extrêmes ou même la mort. Le déclin des forêts peut être considéré comme le résultat d'un dépérissement continu, généralisé et grave de plusieurs espèces dans une forêt. Le déclin forestier actuel peut être défini par: un développement rapide sur des arbres individuels, une occurrence dans différents types de forêts, une occurrence sur une longue durée (plus de 10 ans) et une occurrence dans toute l'aire de répartition naturelle des espèces affectées.

## Histoire
De nombreuses recherches ont été effectuées dans les années 1980 lorsqu'un grave dépérissement s'est produit en Allemagne et dans le nord-est des États-Unis. Les dépérissements antérieurs étaient limités au niveau régional, cependant, à partir de la fin des années 1970, un déclin s'est manifesté de manière envahissante dans les forêts d'Europe centrale et dans certaines parties de l'Amérique du Nord. Les dégâts forestiers en Allemagne, en particulier, étaient différents car le déclin était sévère : les dégâts étaient étendus à diverses espèces d'arbres. Le pourcentage d'arbres affectés est passé de 8 % en 1982 à 50 % en 1984 et est resté à 50 % jusqu'en 1987. De nombreuses hypothèses ont été proposées pour ce dépérissement, voir ci-dessous.
Au XXe siècle, l'Amérique du Nord a été frappée par cinq épisodes de dépérissements notables du bois dur. Ils sont survenus à la suite de la maturation de la forêt et chaque épisode avait duré environ onze ans. Le dépérissement le plus grave des forêts tempérées visait les bouleaux blancs et les bouleaux jaunes. Ils ont vécu un épisode qui a commencé entre 1934 et 1937 et s'est terminé entre 1953 et 1954, selon un schéma de vagues qui est apparu pour la première fois dans les régions du sud et s'est déplacé vers les régions du nord, où une deuxième vague s'est manifestée entre 1957 et 1965 dans le nord du Québec.
Le dépérissement peut également toucher d'autres espèces telles que le frêne, le chêne et l'érable. L'érable à sucre, en particulier, a connu une vague de dépérissement dans certaines parties des États-Unis au cours des années 1960. Une deuxième vague s'est produite principalement au Canada dans les années 1980, mais a également réussi à atteindre les États-Unis. Ces dépérissements ont été analysés numériquement pour exclure la mortalité naturelle des arbres. On émet l'hypothèse qu'une forêt mature est plus sensible aux stress environnementaux extrêmes.

## Causes potentielles du dépérissement des forêts
Les composantes d'un écosystème forestier sont complexes et l'identification des relations de cause à effet spécifiques entre le dépérissement et l'environnement est un processus difficile. Au fil des ans, de nombreuses recherches ont été menées et certaines hypothèses ont été convenues telles que :
- Scolytes : Les scolytes utilisent les tissus mous d'un arbre pour s'abriter, se nourrir et nicher. Leur arrivée comprend généralement également d'autres organismes tels que des champignons et des bactéries. Ensemble, ils forment des relations symbiotiques où l'état de l'arbre est exacerbé[12]. Leur cycle de vie dépend de la présence d'un arbre lorsqu'ils y pondent leurs œufs. Une fois éclose, la larve peut nouer une relation parasitaire avec l'arbre, où elle en vit et coupe la circulation de l'eau et des nutriments des racines vers les pousses[12].
- Conditions des eaux souterraines: Une étude menée en Australie a révélé que des conditions telles que la profondeur et la salinité pourraient potentiellement aider à prévoir les dépérissements avant qu'ils ne se produisent. Dans une biorégion, lorsque les concentrations de profondeur et de salinité ont augmenté, la taille des forêts a augmenté. Cependant, dans une autre biorégion de la même zone d'étude, lorsque la profondeur augmentait mais que l'eau contenait des concentrations de sels plus faibles (c'est-à-dire l'eau douce), les dépérissements augmentaient[13].
- Sécheresse et stress thermique : On suppose que la sécheresse et le stress thermique provoquent le dépérissement. Leur raison apparente provient de deux mécanismes[6]. La première, la défaillance hydraulique[6], entraîne une défaillance du transport de l'eau des racines aux pousses d'un arbre. Cela peut entraîner une déshydratation et éventuellement la mort[14]. La seconde, la privation de carbone[6], se produit lorsque la réponse d'une plante à la chaleur consiste à fermer ses stomates. Ce phénomène empêche l'entrée de dioxyde de carbone, obligeant ainsi la plante à dépendre de composés stockés comme le sucre. Si l'épisode de chaleur est long et si la plante manque de sucre, elle mourra de faim[14].
- Les agents pathogènes sont responsables de nombreux dépérissements. Il est difficile d'isoler et d'identifier exactement quels agents pathogènes sont responsables et comment ils interagissent avec les arbres. Par exemple Phomopsis azadirachtae (en) est un champignon du genre Phomopsis qui a été identifié comme responsable du dépérissement d' Azadirachta indica (Neem) dans les régions de l'Inde[15]. Certains experts considèrent le dépérissement comme un groupe de maladies aux origines incomplètement connues, influencées par des facteurs qui prédisposent les arbres soumis à un stress à l'invasion[3].

D'autres hypothèses pourraient expliquer les causes et les effets du dépérissement. Comme convenu entre les échanges scientifiques de l'Allemagne et des États-Unis en 1988:
- Acidification du sol / toxicité de l'aluminium : À mesure qu'un sol devient plus acide, l'aluminium est libéré, endommageant les racines de l'arbre. Certains des effets observés sont les suivants : une réduction de l'absorption et du transport de certains cations, une réduction de la respiration des racines, des dommages aux racines nourricières fines et à la morphologie des racines, et une réduction de l'élasticité des parois cellulaires. Cela a été proposé par le professeur Bernhard Ulrich en 1979[4].
- Maladie complexe de haute altitude : La combinaison de niveaux élevés d'ozone, de dépôts acides et de carences en nutriments à haute altitude tue les arbres. Des concentrations élevées d'ozone endommagent les feuilles et les aiguilles des arbres et les nutriments sont lessivés du feuillage. La chaîne des événements s'amplifie avec le temps. Cela a été proposé par un groupe de professeurs : Bernhard Prinz, Karl Rehfuess et Heinz Zöttl[4].
- Maladie des aiguilles rouges de l'épinette : Cette maladie provoque la chute des aiguilles et l'amincissement de la cime. Les aiguilles prennent une couleur rouille et tombent. Ceci est causé par des champignons foliaires, qui sont des parasites secondaires attaquant des arbres déjà affaiblis. Cela a été proposé par le professeur Karl Rehfuess[4].
- Pollution : L'augmentation du niveau de concentration des polluants atmosphériques nuit au système racinaire et conduit à l'accumulation de toxines dans les nouvelles feuilles. Les polluants peuvent altérer la croissance, réduire l'activité photosynthétique et réduire la formation de métabolites secondaires. On pense que de faibles concentrations peuvent être considérées comme toxiques. Cela a été proposé par un groupe de professeurs dirigé par Peter Schütt[4].
  - Polluants atmosphériques organiques : cette sous-section se concentre sur les composés organiques. Les trois composés sérieusement discutés sont l'éthylène, l'aniline et le dinitrophénol. Même à de faibles niveaux, ces composés chimiques organiques ont provoqué : une chute anormale du feuillage, un feuillage tordu et la mort des semis. Cela a été proposé par Fritz Führ[4].
- Dépôts d'azote en excès : L'augmentation du niveau d'azote et d'ammonium, tous deux couramment présents dans les engrais, pourrait avoir les effets possibles suivants : il pourrait inhiber les champignons bénéfiques, retarder les réactions chimiques, perturber les équilibres normaux entre la croissance des pousses et la croissance des racines et augmenter le lessivage du sol. Cependant, il n'existe aucune preuve expérimentale. Cela a été proposé par Carl Olaf Tamm[4]. Voir aussi: Pollution par les nutriments (en)

## Conséquences du dépérissement des forêts
Le dépérissement des forêts peut être causé par une multitude de facteurs, cependant, une fois qu'ils se produisent, ils peuvent avoir certaines conséquences.
- Communauté fongique : Les champignons ectomycorhiziens forment une relation symbiotique avec les arbres. À la suite d'une épidémie de scolytes, un dépérissement peut survenir. Ce processus peut diminuer la photosynthèse, la disponibilité des nutriments et les taux et processus de décomposition. Une fois que cela se produit, la relation symbiotique, mentionnée précédemment, est affectée négativement : la communauté de champignons ectomycorhiziens diminue, puis la relation disparaît complètement[7]. Ceci est problématique car certaines plantes dépendent de leur présence pour leur survie[16].
- Chimie du sol (en) : La chimie du sol peut changer à la suite d'un épisode de dépérissement. Il peut en résulter une augmentation de la saturation en bases car la biomasse laissée libère certains ions tels que le calcium, le magnésium et le potassium[17]. Cela peut être considéré comme une conséquence positive car la saturation en bases est essentielle à la croissance des plantes et à la fertilité du sol[18]. Par conséquent, cela signifie que la chimie du sol après un dépérissement pourrait même aider à récupérer des sols acides[17].

### Changement climatique
Les changements dans la température annuelle moyenne et la sécheresse sont les principaux facteurs qui contribuent au dépérissement des forêts. À mesure que davantage de carbone est libéré des arbres morts, en particulier dans les forêts amazoniennes et boréales, davantage de gaz à effet de serre sont libérés dans l'atmosphère. L'augmentation des niveaux de gaz à effet de serre augmente la température de l'atmosphère. Les projections de dépérissement varient, mais la menace du changement climatique mondial ne fait qu'augmenter le taux de dépérissement.
- Résilience réduite : Les arbres peuvent être résilients. Cependant, cela peut changer lorsque l'écosystème est frappé par un épisode de sécheresse. Il en résulte que les arbres deviennent plus sensibles aux infestations d'insectes, déclenchant ainsi un événement de dépérissement[6]. C'est un problème car on prévoit que le changement climatique augmentera la sécheresse dans certaines régions du monde[19].
- Seuils : un certain nombre de seuils existent en relation avec le dépérissement des forêts, tels que biodiversité, état écologique, et la fonction de l'écosystème[9]. Comme le changement climatique a le pouvoir de provoquer des dépérissements par de multiples processus, ces seuils deviennent de plus en plus atteignables là où, dans certains cas, ils ont la capacité d'induire un processus de rétroaction positive [9]: lorsque la surface terrière dans un écosystème diminue de 50%, la richesse spécifique des champignons ectomycorhiziens suit. Comme mentionné précédemment, les champignons ectomycorhiziens sont importants pour la survie de certaines plantes[16], transformant le dépérissement en un mécanisme de rétroaction positive.
- Points de basculement : Les scientifiques ne connaissent pas les points de basculement exacts du changement climatique et ne peuvent qu'estimer les échelles de temps. Lorsqu'un point de basculement est atteint, un petit changement dans l'activité humaine peut avoir des conséquences à long terme sur l'environnement. Deux des neuf points de basculement des changements climatiques majeurs prévus pour le siècle prochain sont directement liés au dépérissement des forêts[10]. Les scientifiques craignent que le dépérissement des forêts dans la forêt amazonienne[20] et la forêt boréale à feuilles persistantes[21] ne déclenche un point de basculement dans les 50 prochaines années[22].